# Sneider Tamás
Sneider Tamás (Eger, 1972. június 11.) nemzeti radikális politikus, 2009-től 2018-ig a Jobbik Magyarországért Mozgalom alelnöke, 2018-tól 2020. január 25-ig a párt elnöke. 2010 és 2020 között a párt országgyűlési képviselője. 2010-2014 között az Országgyűlés Ifjúsági, szociális, családügyi és lakhatási bizottságának elnöke. 2014 és 2020 között a Jobbik Országgyűlési Képviselőcsoportjának frakcióvezető-helyettese, a Népjóléti bizottság tagja, az Országgyűlés alelnöke. 2020. május 27-én lemondott az Országgyűlés alelnöki tisztségéről és kilépett a Jobbik parlamenti frakciójából, munkáját független képviselőként folytatja. 2021. február 17-én csatlakozott a Polgári Válaszhoz.

## Származása
Családja 300 éve a Heves megyei Aldebrőn él. Nagyszülei földművesek, szülei munkások voltak. Nagyapja végigharcolta a második világháborút az orosz fronton, végül a tordai csatában sebesült meg. Sneider és szülei viszonya nem kiegyensúlyozott. Sajtóértesülések szerint 2007-ben gondnokság alá akarta helyeztetni szüleit, akikkel elszámolási vitába keveredett.

## Tanulmányai
1991-ben érettségizett az egri Mezőgazdasági Szakközépiskolában kertész (szőlő- és gyümölcstermesztő) szakon. 2009-től az Eszterházy Károly Főiskolán tanult történelem szakon,[forrás?] ahol az érettségi után 26 évvel, önéletrajza szerint 2017-ben, az Országgyűlés alelnökeként történelem szakon szerzett oklevelet.

## Politikai pályafutása
1992-ben alapító tagja a Nemzeti Ifjak Egyesületének.
2000-ben a Magyar Igazság és Élet Pártjának tagja, majd az egri szervezet elnöke lett. 2002-2006 között Egerben a párt önkormányzati képviselője és a Szociális és Egészségügyi Bizottság tagja. 2002-2007 között a párt Heves megyei alelnöke.
2005-ben a Magyar Önvédelmi Mozgalom alapító tagja volt.
2006-os országgyűlési választáson a MIÉP-Jobbik összefogás képviselőjelöltjeként a füzesabonyi körzetben indult, ahol a harmadik helyen végzett. 2006 őszén az Összefogás egy JOBB Egerért Egyesület városi listájáról került be újból az egri önkormányzatba és az Idegenforgalmi Bizottság tagja lett.
2007-ben lépett be a Jobbik Magyarországért Mozgalomba. 2007-ben a párt egri elnökévé, 2009-ben Heves megyei elnökévé választották. A 2009-es európai parlamenti választáson a Jobbik-lista 16. helyén szerepelt. 2009 őszén a párt országos alelnökévé választották.
A 2010-es országgyűlési választáson a Jobbik országos listájának 9. helyéről szerzett mandátumot. Az Ifjúsági, szociális, családügyi és lakhatási bizottság  elnöke és a Nyugdíj- és idősügyi albizottság tagja volt. 2010-14 között 148 parlamenti felszólalása volt, 93 önálló és 271 nem önálló indítványt nyújtott be.
A 2014-es országgyűlési választáson a Jobbik országos listájának 5. helyéről szerzett mandátumot. Jelenleg a Népjóléti bizottság tagja. A megalakuló Jobbik képviselőcsoport frakcióvezető helyettesnek választotta. A parlamenti képviselők 150 igen, 35 nem 5 tartózkodás mellett megválasztották az Országgyűlés alelnökének.
A 2018-as országgyűlési választáson a Jobbik országos listájának 7. helyéről szerzett mandátumot. Az Országgyűlés 176 igen, 1 nem és 1 tartózkodással az Országgyűlés alelnökévé megválasztotta.
Vona Gábor április 8-i lemondásával a Jobbikban új elnököt választottak. Miután Toroczkai László bejelentette indulását az elnöki posztért, a Jobbik ügyvezető elnöksége Sneider Tamást jelölte elnöknek. A szavazást Sneider megnyerte, így a Jobbik elnöke lett.
2020. május 27-én Sneider Tamás lemondott az országgyűlési alelnöki posztról, majd kilépett a Jobbikból, őt követte Farkas Gergely és Varga-Damm Andrea jobbikos politikus.
2021. február 17-én bejelentette, hogy csatlakozik a Bencsik János országgyűlési képviselő által alapított Polgári Válasz mozgalomhoz.

## Családja
Nős, négy gyermeke van: Erik, Márk, Kitti és Konrád. Felesége, Szabó Edit Édua, akivel 2016-ban kötött házasságot. 2018-ban botrány robbant ki a feleségének az esküvői felvételen tett, náci köszöntésre emlékeztető karmozdulatai miatt.
Két fia ellen közösség tagja elleni erőszak vádjával büntetőeljárás folyik.

## Személye körüli viták
- Egyes médiaállítások szerint a korai kilencvenes évek szkinhedmozgalmának egyik vezetője volt Roy néven.[12] Sneider szerint 16 éves korában beidézték egy ügyben meghallgatásra, ekkor megjelenése (rövid haja, kockás inge és piros hózentrógere) alapján került kartotékjára a bőrfejű jelző.[13]
- Egy 1992-ben kelt vádirat szerint Sneider leütött egy bizonyos Farkas Bélát, majd amikor az földre került, kézzel, botokkal és kábeldarabokkal ütlegelni kezdte társaival együtt, végül össze is rugdosták.[12] A cselekményt elismerte, de szerinte nem úgy történt, ahogy az a médiában megjelent: Mindössze egy pofont adott a cigány származású „maffiózónak”, akinek ettől felrepedt a szája. A bíróság felfüggesztett börtönbüntetésre ítélte.[13][14]
- Médiaértesülések szerint, 2006 őszén részt vett az MTV-székház ostromában, ami miatt rendőrségi eljárás indult ellene.[15]
- 2014-ben bejelentette, hogy kikéri az 
Állambiztonsági Szolgálatok Történeti Levéltárától a rá vonatkozó iratokat, és azokat hiánytalanul a nyilvánosság elé kívánja tárni.[16]